# Péter Erdő
Péter Erdő (pronunciado "Péter Érdo"; Budapest, 25 de junio de 1952) es un cardenal húngaro, canonista, Arzobispo de Esztergom-Budapest, primado de Hungría y presidente de la Conferencia Episcopal Húngara y del Concilio de Conferencias Episcopales de Europa.

## Biografía

### Primeros años y formación
Nació en Budapest en 1952. Ingresó en el Seminario de Esztergom y continuó su formación filosófica y teológica en el Seminario Central de Budapest. En 1975, habiendo obtenido ya el título de grado (denominado Baccalaureatus en las universidades eclesiásticas) en Sagrada Teología, obtuvo el máster (denominado Licentia en las universidades eclesiásticas) en Sagrada Teología en la Universidad Católica Pedro Pázmány de Budapest.    
En 1976 obtuvo el doctorado en Sagrada Teología. En 1977 es enviado a continuar sus estudios en la Pontificia Universidad Lateranense de Roma, donde obtiene el doctorado en derecho canónico en 1980.

### Sacerdocio
Su ordenación sacerdotal fue el 18 de junio de 1975. Entre 1975 y 1977 ejerció su ministerio sacerdotal en una parroquia de la ciudad de Dorog.
De 1980 a 1986 fue profesor en la Facultad de Teología de la Arquidiócesis de Esztergom-Budapest. De 1988 a 2002 fue profesor visitante en la Pontificia Universidad Gregoriana de Roma. De 1988 a 2002 fue profesor de derecho canónico en la Universidad Católica Péter Pázmány, universidad de la que fue rector desde 1988 hasta 2003. También fue decano de la Facultad de Derecho Canónico de la misma universidad de 1996 a 2003.
Además, ha impartido algunos cursos en la Pontificia Universidad Católica Argentina (Buenos Aires) y en la Pontificia Universidad Lateranense de Roma. Es autor de numerosos libros y artículos en revistas especializadas. También ha fundado varias revistas.  

### Episcopado

#### Obispo auxiliar de Székesfehérvár
El 5 de noviembre de 1999, el papa Juan Pablo II lo nombró obispo titular de Puppi y obispo auxiliar de Székesfehérvár. Fue consagrado el 6 de enero de 2000, en la Basílica de San Pedro, a manos del mismo papa. 

#### Arzobispo de Esztergom-Budapest
El 7 de diciembre de 2002, Juan Pablo II lo nombró arzobispo de Estrigonia-Budapest y primado de Hungría. Tomó posesión canónica el 11 de enero de 2003, durante una ceremonia en la Catedral de Esztergom. El 29 de junio siguiente, en una ceremonia en la Basílica de San Pedro, recibió la imposición del palio arzobispal, de manos del papa Juan Pablo II.

## Cardenalato
El 21 de octubre de 2003 fue nombrado Cardenal Presbítero de Santa Balbina por el papa Juan Pablo II. Fue el miembro más joven del Sacro Colegio hasta el nombramiento de Reinhard Marx en 2010.
Fue elegido presidente de la Conferencia Episcopal Húngara por un periodo de cinco años en septiembre de 2005 y presidente del Consejo de Conferencias Episcopales de Europa por un periodo de cinco años en octubre de 2006.
El 29 de marzo de 2023, el papa Francisco le asignó el título cardenalicio de Santa María la Nueva.
Participó en los cónclaves de 2005 , 2013 , 2025  donde salieron elegidos los papas Benedicto XVI , Francisco , León XIV respectivamente. 
Péter Erdő ha sido considerado papable en varias ocasiones y es visto como un candidato conservador para suceder al papa Francisco. Es reconocido por su gran intelecto y por ser un experto en derecho canónico.

### Sínodos de los obispos
El 18 de septiembre de 2012 fue designado por el papa Benedicto XVI como uno de los Padres Sinodales de la Asamblea General Ordinaria del Sínodo de los Obispos sobre la Nueva Evangelización, que se celebró en octubre de 2012.
El 14 de octubre de 2013 fue nombrado por el papa Francisco para servir como Relator General de la III Asamblea General Extraordinaria del Sínodo de Obispos, que tuvo lugar del 5 al 19 de octubre de 2014. El tema elegido es "Los desafíos pastorales de la familia en el contexto de la evangelización".  Reanudó su nombramiento como Relator General cuando el Sínodo volvió a reunirse en octubre de 2015.

### Cargos en la curia romana
- El 17 de enero de 2009 fue nombrado miembro del Consejo Pontificio para la Cultura.
- El 29 de enero de 2011 fue nombrado miembro de la Secretaría de Estado (Segunda Sección).[8]
- El 5 de mayo de 2015 fue nombrado miembro de la Congregación para las Iglesias Orientales.[9]

- El 6 de septiembre de 2016 fue confirmado como miembro de la Congregación para el Culto Divino y la Disciplina de los Sacramentos.[10]

- El 26 de mayo de 2020 fue nombrado miembro del Pontificio Consejo para los Textos Legislativos ad triennium.[11]

- El 14 de julio de 2020 fue nombrado miembro del Consejo de Asuntos Económicos de la Santa Sede ad quinquennium.[12]

- El 4 de mayo de 2021 fue confirmado como miembro de la Congregación para las Iglesias Orientales ad aliud quinquennium y como  miembro del Supremo Tribunal de la Signatura Apostólica ad aliud quinquennium.[13]

- El 22 de febrero de 2022 fue confirmado como miembro de la Congregación para el Culto Divino y la Disciplina de los Sacramentos ad aliud quinquennium.[14]

- El 26 de mayo de 2023 fue confirmado como miembro del Dicasterio para los Textos Legislativos ad aliud quinquennium.[15]

## Posiciones políticas e ideológicas
Mostró tener posturas contrarias al papa Francisco al oponerse al llamado del pontífice para que las iglesias abrieran sus puertas a los migrantes durante la crisis migratoria de 2015, argumentando que esto podía fomentar el “tráfico humano”. Esto lo alineaba con las políticas del primer ministro húngaro Viktor Orbán. Aunque Erdő ha expresado su apoyo a Orbán en algunos temas, también ha mostrado cierto desacuerdo en otros.
Se opone al aborto y al reconocimiento de las uniones homosexuales, y defiende el celibato obligatorio para los sacerdotes católicos.

## Polémicas

### XIV Asamblea General Ordinaria del sínodo de obispos
En octubre de 2015, se difundió una carta supuestamente firmada por él y otros 12 cardenales en la que denunciaban la metodología empleada en el sínodo convocado y presidido por el papa Francisco ese mes. Los otros cardenales eran: Gerhard L. Müller (Alemania), Thomas C. Collins (Canadá), Timothy M. Dolan (EE. UU.), Willem J. Eijk (Países Bajos), Carlo Caffarra (Italia), Wilfrid Fox Napier (Sudáfrica), George Pell (Australia), Mauro Piacenza (Italia), Robert Sarah (Guinea-Conakri), Jorge L. Urosa Savino (Venezuela), Angelo Scola (Italia) y  André Vingt-Trois (Francia). Más tarde, los cardenales Angelo Scola y André Vingt-Trois se desmarcaron de la carta diciendo que nunca la habían firmado. Lo mismo dijeron aun más tarde los cardenales Péter Erdő y Mauro Piacenza, por lo que el número de los firmantes se redujo a nueve. Posteriormente se supo que hubo una confusión y que los otros cuatro firmantes fueron los cardenales Daniel N. DiNardo (EE. UU.), John Njue (Kenia), Norberto Rivera Carrera (México) y Elio Sgreccia (Italia).

## Distinciones
- Doctorado honoris causa por el Instituto Católico de París (1996).

- Doctorado honoris causa por la Universidad Babeș-Bolyai de Cluj-Napoca (2001).

- Doctorado honoris causa por la Universidad Católica de Lublin (2004).

- Doctorado honoris causa por la Universidad de Múnich (2007).

- Doctorado honoris causa por la Universidad de Constanza (2008).

- Doctorado honoris causa por la Universidad Stefan Wyszynski de Varsovia (2011).

- Doctorado honoris causa por la Universidad de Navarra (2011).